# Thunderbird (Holiday World)
Pour les articles homonymes, voir Thunderbird.
Thunderbird est un parcours de montagnes russes situé dans la zone Thanksgiving d'Holiday World & Splashin' Safari. Conçu par Bolliger & Mabillard, l'attraction a ouvert le 25 avril 2015. Ce sont les huitièmes montagnes russes Wing Rider au monde et les quatrièmes aux États-Unis. Thunderbird sont les premières montagnes russes lancées développées entièrement par Bolliger & Mabillard ; Incredible Hulk Coaster à Universal's Islands of Adventure utilisant un système de lancement fourni par le parc.

## Caractéristiques
- 4 inversions: un Immelmann, un looping vertical, un zero-G roll et un In-Line Twist.
- Construction : Bolliger & Mabillard
  - Catapulte par LSM (Linear Synchronous Motor)
- Accélération subie : 0 à 96,6 km/h en 3,5 secondes[2]
- Trains : 2
  - 5 wagons par train
  - 20 passagers par train
- Débit théorique : 1 140 personnes/h